# رافائيل كامبو
رافائيل كامبو (بالإسبانية: Rafael Campo) (و. 1813 – 1890 م) هو سياسي من السلفادور ولد في السلفادور.